# ボーヤイ・ファルカシュ

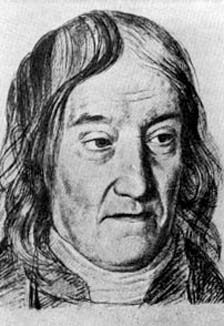
ボーヤイ・ファルカシュ

ボーヤイ・ファルカシュ（Bolyai Farkas [ˈboːjɒi ˈfɒrkɒʃ], 1775年2月9日 シビウ近郊ボーヤ（Bolya、現ルーマニア・ブヤ Buia） - 1856年11月20日 マロシュヴァーシャールヘイ（Marosvásárhely、現ルーマニア・トゥルグ・ムレシュ））はハンガリーのトランシルヴァニア（現ルーマニア領）のセーケイ人（ハンガリー人）の数学者にして詩人。ドイツ語ではファルカス・ヴォルフガング・ボーヤイ（Farkas Wolfgang Bolyai）と表記される。ボヤイの定理を証明した。非ユークリッド幾何学の提唱者のひとりとして知られるボーヤイ・ヤーノシュの父。
ボーヤイ家は名家であったが、ファルカシュの代には零落して経済的には豊かではなくなっていた。彼は経済的事情から大学進学を諦めかけたが、友人の父の貴族の援助によりゲッティンゲン大学に通うことができ、ここで、後に大数学者となるカール・フリードリヒ・ガウスの同窓生となり、彼と親交を結ぶ。
1798年にファルカシュは大学を卒業したが、その頃には貴族からの援助も途絶えており、再び経済的苦境におちいった。彼は故国ハンガリーに戻ってかろうじて大学の教職に就いたのであるが、それも薄給であり、息子のヤーノシュの学費の調達にも苦しんでいた。ただ、ファルカシュはヤーノシュが数学者としての才能を持っていることに気づき、自ら息子に数学の教育を施した。
数学者としてのファルカシュは平行線公準についての研究に熱中したが、その証明を果たすことはできなかった。のち、ファルカシュの息子のヤーノシュは父の影響のもとにこの問題に取り組み出した。ファルカシュは自分の失敗の経験から息子がこの研究を諦めるように諭したけれども、ヤーノシュはそれを聞くことはなかった。結局、ヤーノシュは父のように平行線公準を証明するのではなく、それは「証明もできないけれども、その一方で反駁もできない」ものであるという結論に達した。これは、平行線公準を前提としたユークリッド幾何学に対して、平行線公準を必要としないまったく新しい幾何学、つまり非ユークリッド幾何学の道を切り開いたものであった。息子が挙げた成果を見てファルカシュもそれを認め、早く発表することをうながした。こうしてヤーノシュの論文「空間論」（「空間の絶対的真性科学の証明のための補遺」）は、1832年にファルカシュの著書『試論』の付録として世にでることになる。
ファルカシュは息子の論文をガウスに送って評価を乞うたのであるが、ガウスの返事は「自分もずっと以前からそれに気がついていたのであるが、トラブルを恐れて発表しなかっただけである」というものであった。ファルカシュはこれを好意的に受け取り、息子がガウスと同列の数学者に成長したことを喜んだが、ヤーノシュ自身はガウスの評価を否定的なものと考えて衝撃を受け、研究の筆を折ってしまった。
1937年に発見されたボーヤイ (小惑星)は彼の名前に因んで命名された。